# Widerstandsnest 61

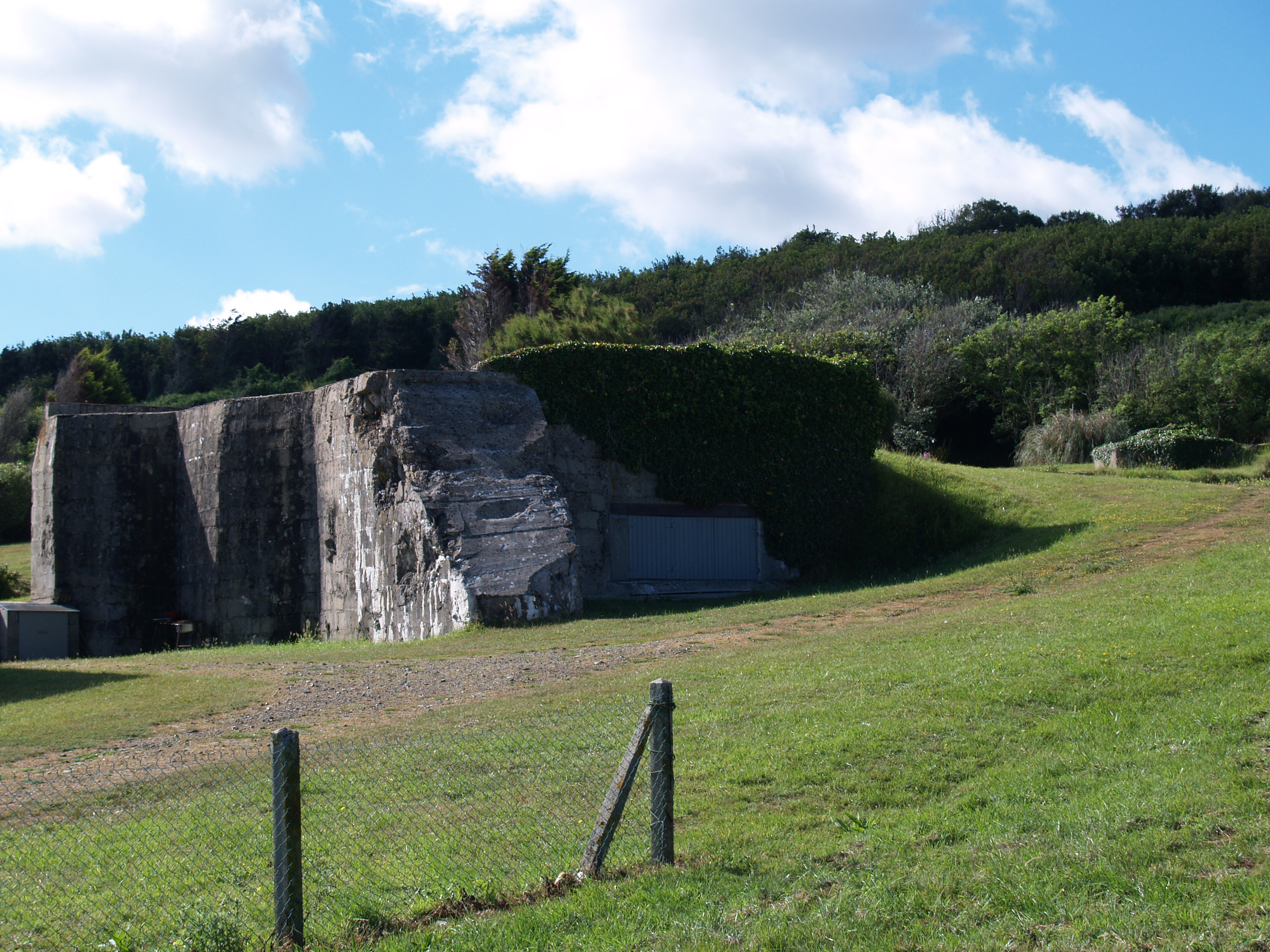
Een kazemat bij Widerstandsnest 61

Widerstandsnest 61 (WN 61) is een voormalig Duitse verdedigingsstelling aan de Atlantische kust bij Omaha Beach. WN 61 ligt aan de voet van de rotskliffen van La Revolution.
Widerstandsnest 61 was bewapend met een 8,8 cm PAK 43/41 in een H 677 kazemat, een 5 cm KwK 39 in een Bauform, een tankkoepel in een Bauform, enkele mortieren en verscheidene mitrailleurs. WN 61 was tijdens de landing op Omaha Beach verantwoordelijk voor veel slachtoffers aan de kant van de geallieerden. Tussen WN 61 en WN 62 lag voor de Amerikaanse troepen Exit-3, een belangrijke doorgang voor de ontsluiting van de troepen op Omaha Beach. Het grote 8,8 cm kanon werd omstreeks 7:10 uitgeschakeld door een Sherman A4-D4 DD. Even later was het hele Widerstandsnest overmeesterd.